# Cithaerias pyropina
Cithaerias pyropina (gênero Cithaerias) é uma borboleta neotropical da família Nymphalidae e subfamília Satyrinae, encontrada no Equador, Peru, Bolívia e sudoeste do Brasil amazônico, em habitat de floresta tropical. Encontradas somente em áreas profundamente sombreadas, em altitudes entre o nível do mar e 1.500 metros. São borboletas com asas arredondadas e extremamente translúcidas, com pequenos ocelos em cada asa posterior e mancha de cor rosa a violeta.

## Hábitos
Segundo Adrian Hoskins, estas borboletas são encontradas solitárias, ou em duplas, nos recessos úmidos e sombrios das florestas, sendo de voo quase sempre crepuscular e de baixa altura. Se alimentam de frutos fermentados, caídos no solo, ou fungos. Elas permanecem paradas por longos períodos, mas são facilmente espantáveis e, se perturbadas, procuram refúgio na vegetação rasteira.

## Subespécies
Cithaerias pyropina possui duas subespécies:
- Cithaerias pyropina pyropina - Descrita por Salvin & Godman em 1868, de exemplar proveniente do Peru (San Martín).[4][5][6]
- Cithaerias pyropina songoana - Descrita por Langer em 1944, de exemplar proveniente da Bolívia.